# Jack Gibbs
Jack Gilbert Gibbs III (Westerville, 29 gennaio 1995) è un ex cestista statunitense.